# بیلانه (شهرستان سوکوووف)
بیلانه (به لهستانی:  Bielany) یک روستا در لهستان است که در گمینا بیلانه واقع شده‌است. بیلانه ۱۸۰ نفر جمعیت دارد.